# François-Thomas Germain
François-Thomas Germain (* 17. April 1726 in Paris; † 23. Januar 1791 ebenda) war ein französischer Silberschmied, dessen Werke an die königlichen bzw. kaiserlichen Höfe Frankreichs, Russlands und Portugals geliefert wurden. Heute sind seine Werke in mehreren Museen weltweit ausgestellt.

## Biografie
François-Thomas Germain wurde am 17. April 1726 als Kind des französischen Silberschmieds Thomas Germain geboren. Die in Paris ansässige Familie Germain lieferte seit 1679 Silberwaren an die französische Königsfamilie.
Nachdem François Vater 1748 gestorben war, übernahm er dessen Geschäft und wurde zum Orfèvre du Roi (= Silberschmied des Königs) ernannt. Er übernahm dabei das große Atelier seines Vaters im Louvre. Zu dieser Zeit hatte sein Geschäft fast achtzig Mitarbeiter. Er stellte verschiedene Silberwaren im Rokokostil für die französische Königsfamilie her, unter anderem Essgeschirr, Kronleuchter, Tabletts, Kaffeebecher, Pfeifkessel, Tintenfässer, Kirchensilber und Skulpturen.
Zwischen 1756 und 1760 bestellte die russische Kaiserin Elisabeth große Mengen Silberwaren von Germains Geschäft, darunter eine Skulptur, die als Geschenk für ihren Onkel General Soltikow gedacht war. Der portugiesische König Joseph I. tätigte ebenfalls große Bestellungen. Germain stellte auch Silberskulpturen für den Herzog von Orléans und das Schloss Bernstorff in Dänemark her.
Das Ende von Germains Geschäft kam, als die Goldschmiedezunft Vorschriften erließ, die vorsahen, dass alle Schmieden nur mit ihresgleichen Geschäfte tätigen durften. 1765 musste Germain geschäftliche Beziehungen mit Bankiers eingehen, da seine Kunden immer seltener zahlten. Deswegen zwang die Goldschmiedezunft ihn dazu, bankrottzugehen. Anschließend wurde er auch von seinem Posten am französischen Königshof entlassen. Er führte seine Arbeit jedoch bis 1780 fort und starb 1791.

## Vermächtnis
Heute sind Germains Werke in mehreren Museen weltweit ausgestellt. Unter anderem im Louvre, im Museu Calouste Gulbenkian in Lissabon, in der Eremitage in Sankt Petersburg, im Metropolitan Museum of Art in New York City und im J. Paul Getty Museum in Los Angeles.

## Trivia
François Germain tritt als Antagonist im Videospiel Assassin’s Creed Unity auf.